# Confessions on a Dance Floor
Confessions on a Dance Floor (deutsch: „Geständnisse auf einer Tanzfläche“) ist das zehnte Studioalbum der Sängerin Madonna. Es erschien am 11. November 2005 in Deutschland. Der Klang des Albums wurde von der Discomusik der 1970er und 1980er Jahre sowie von modernen Club-Sounds inspiriert.
Insgesamt gilt Confessions on a Dance Floor als eines der erfolgreichsten Alben von Madonna. Es hielt sich am längsten in den Top Ten der Charts, und die erste Single Hung Up verkaufte sich ca. 8,6 Millionen Mal. Album wie Single halten den Rekord, Platz 1 in den Charts der meisten Länder erreicht zu haben.

## Hintergrund
Madonna begann die Arbeit an dem neuen Album Anfang 2005 mit Stuart Price, dem Mitproduzenten von American Life, mit dem sie schon auf der letzten Tournee zusammengearbeitet hatte. Beide beschrieben die gemeinsame Arbeit zwischen Los Angeles und Stockholm „als einfach, unkompliziert und sehr ertragreich“. Es entstanden Titel, die sich offen zu ihren Vorbildern aus den 1970ern und 1980ern bekennen: ABBA (Hung Up), Pet Shop Boys (Jump), Donna Summer (Future Lovers) und den Jackson Five (Sorry). Verbunden wurde das mit modernen Sounds von Goldfrapp, Daft Punk und Air, die Madonna als weitere Inspiration nannte. „Ich will, dass die Leute von ihren Sitzen aufspringen, denn auf meinem Album geht es darum, nonstop Spaß zu haben“, so Madonna in ersten Statements zum Album.
Stuart Price testete die einzelnen Titel in Clubs auf Ibiza und in England, in seiner Funktion als DJ, auf Tanztauglichkeit. Außerdem wurden im Internet kurze instrumentale Vorabversionen der ersten Single Hung Up lanciert, um die Reaktionen der Fans zu testen. Das besondere an diesem Album war die Albumform: Im Stil ihres Remix-Albums You Can Dance von 1987 präsentiert sich das Album als ein langer Megamix, in dem die einzelnen Titel ineinander übergehen. Für den digitalen Kauf der einzelnen Songs wurden die einzelnen Titel mit eigenständigen Intros und Enden versehen.
Die Promotion für das neue Album beinhaltete mehrere Auftritte in bekannten Clubs und Shows in Frankreich, England, Italien, Deutschland, Japan und den USA. Damit schaffte es das Album in 40 Ländern bis auf Platz eins der Albumcharts. Alleine im ersten Monat verkaufte sich das Album weltweit über drei Millionen Mal. Die vorab veröffentlichte Single Hung Up belegte in 41 Ländern Platz eins der Singlecharts und zählt damit zu ihren größten Hits. Die zweite Singleauskopplung Sorry schaffte es auf Platz eins der Charts in Italien, Spanien und Großbritannien, wo sie damit einen neuen Rekord aufstellte.
Trotz weltweiter Rekordmeldungen konnte Madonna den Erfolg des Albums und der Singles nicht auf die USA übertragen, obwohl Confessions on a Dance Floor Nr. 1 in den Billboard-Albumcharts war: Seit ihren kritischen Statements gegen den US-amerikanischen Präsidenten George W. Bush im dritten Irakkrieg wird sie von den US-amerikanischen Radiosendern weitgehend ignoriert und kann sich nur noch durch CD-Käufe und Downloads in den Billboard-Charts platzieren.

## Titelliste
| #   | Titel                                               | Dauer |
| --- | --------------------------------------------------- | ----- |
| 1.  | Hung Up Madonna, Price, Andersson, Ulvaeus          | 5:36  |
| 2.  | Get Together Madonna, Anders Bagge, Åström, Price   | 5:30  |
| 3.  | Sorry Madonna, Price                                | 4:43  |
| 4.  | Future Lovers Madonna, Ahmadzaï                     | 4:51  |
| 5.  | I Love New York Madonna, Price                      | 4:11  |
| 6.  | Let It Will Be Madonna, Ahmadzaï, Price             | 4:18  |
| 7.  | Forbidden Love Madonna, Price                       | 4:22  |
| 8.  | Jump Madonna, Henry, Price                          | 3:46  |
| 9.  | How High? Madonna, Karlsson, Winnberg, Jonback      | 4:40  |
| 10. | Isaac Madonna, Price                                | 6:03  |
| 11. | Push Madonna, Price                                 | 3:57  |
| 12. | Like It Or Not Madonna, Karlsson, Winnberg, Jonback | 4:31  |

### Bonustracks
| #   | Titel                                | Dauer |
| --- | ------------------------------------ | ----- |
| 13. | Fighting Spirit Madonna, M. Ahmadzaï | 3:32  |
| 14. | Super Pop Madonna, M. Ahmadzaï       | 3:42  |

## Singles
| Jahr | Titel        | Höchstplatzierung, Gesamtwochen, AuszeichnungChartplatzierungen (Jahr, Titel, , Platzierungen, Wochen, Auszeichnungen, Anmerkungen) | Höchstplatzierung, Gesamtwochen, AuszeichnungChartplatzierungen (Jahr, Titel, , Platzierungen, Wochen, Auszeichnungen, Anmerkungen) | Höchstplatzierung, Gesamtwochen, AuszeichnungChartplatzierungen (Jahr, Titel, , Platzierungen, Wochen, Auszeichnungen, Anmerkungen) | Höchstplatzierung, Gesamtwochen, AuszeichnungChartplatzierungen (Jahr, Titel, , Platzierungen, Wochen, Auszeichnungen, Anmerkungen) | Höchstplatzierung, Gesamtwochen, AuszeichnungChartplatzierungen (Jahr, Titel, , Platzierungen, Wochen, Auszeichnungen, Anmerkungen) | Anmerkungen                                                                      |
| Jahr | Titel        | DE | AT | CH | UK | US | Anmerkungen                                                                      |
| ---- | ------------ | --- | --- | --- | --- | --- | -------------------------------------------------------------------------------- |
| 2005 | Hung Up      | DE1 (28 Wo.)DE | AT1 (30 Wo.)AT | CH1 (99 Wo.)CH | UK1 (40 Wo.)UK | US7 (20 Wo.)US | Erstveröffentlichung: 17. Oktober 2005 Verkäufe: + 3.760.000; Video: Johan Renck |
| 2006 | Sorry        | DE5 (14 Wo.)DE | AT8 (19 Wo.)AT | CH4 (36 Wo.)CH | UK1 (19 Wo.)UK | US58 (6 Wo.)US | Erstveröffentlichung: 7. Februar 2006 Verkäufe: + 245.000                        |
| 2006 | Get Together | DE28 (9 Wo.)DE | AT35 (6 Wo.)AT | CH24 (16 Wo.)CH | UK7 (9 Wo.)UK | — | Erstveröffentlichung: 6. Juni 2006 Verkäufe: + 10.000                            |
| 2006 | Jump         | DE23 (9 Wo.)DE | AT20 (12 Wo.)AT | CH21 (16 Wo.)CH | UK9 (7 Wo.)UK | — | Erstveröffentlichung: 31. Oktober 2006                                           |

### Hung Up

#### Hintergrundinformationen
Die Leadsingle des Albums wurde am 17. Oktober 2005 veröffentlicht. In dem Song wird mehrmals ein Motiv aus dem ABBA-Hit Gimme! Gimme! Gimme! (A Man After Midnight) zitiert. Hung Up handelt von einer Frau, die es leid ist, auf einen Mann zu warten, der ständig Zweifel zeigt. Laut About.Com ist Hung Up ein typischer Dance-Song mit dem Hauptthema Liebe. Hung Up erreichte in 41 Ländern Platz 1 der Singlecharts.
Hung Up sampelt eine Textzeile aus einem älteren Madonna-Lied, Love Song:

“Time goes by so slowly for those who wait. And those who run seem to have all the fun.”

#### Musikvideo
Das Musikvideo zu diesem Song zeigt Madonna in einem Ballettstudio und in einem Club tanzen. Des Weiteren sieht man mehrere Tänzer in einer Stadt, unter anderem in der U-Bahn, einem Restaurant und an einem Hochhaus tanzen.

## Kommerzieller Erfolg

### Chartplatzierungen
| ChartsChartplatzierungen       | Höchstplatzierung | Wochen |
| ------------------------------ | ----------------- | ------ |
| Deutschland (GfK)              | 1 (42 Wo.)        | 42     |
| Österreich (Ö3)                | 1 (35 Wo.)        | 35     |
| Schweiz (IFPI)                 | 1 (4 Wo.)         | 4      |
| Vereinigte Staaten (Billboard) | 1 (37 Wo.)        | 37     |
| Vereinigtes Königreich (OCC)   | 1 (54 Wo.)        | 54     |

| ChartsJahrescharts (2005)    | Platzierung |
| ---------------------------- | ----------- |
| Deutschland (GfK)            | 39          |
| Österreich (Ö3)              | 12          |
| Schweiz (IFPI)               | 9           |
| Vereinigtes Königreich (OCC) | 15          |

| ChartsJahrescharts (2006)      | Platzierung |
| ------------------------------ | ----------- |
| Deutschland (GfK)              | 13          |
| Österreich (Ö3)                | 13          |
| Schweiz (IFPI)                 | 4           |
| Vereinigte Staaten (Billboard) | 22          |
| Vereinigtes Königreich (OCC)   | 46          |

### Auszeichnungen für Musikverkäufe
| Land/Region                  | Auszeichnungen für Musikverkäufe (Land/Region, Auszeichnung, Verkäufe) | Verkäufe    |
| ---------------------------- | ---------------------------------------------------------------------- | ----------- |
| Argentinien (CAPIF)          | 5× Platin                                                              | 200.000     |
| Australien (ARIA)            | 2× Platin                                                              | 140.000     |
| Belgien (BRMA)               | Platin                                                                 | 50.000      |
| Brasilien (PMB)              | Gold                                                                   | 50.000      |
| Chile (IFPI)                 | Gold                                                                   | 15.000      |
| Dänemark (IFPI)              | 5× Platin                                                              | 100.000     |
| Deutschland (BVMI)           | 3× Platin                                                              | 600.000     |
| Europa (IFPI)                | 4× Platin                                                              | (4.000.000) |
| Finnland (IFPI)              | Platin                                                                 | 54.588      |
| Frankreich (SNEP)            | Diamant                                                                | 750.000     |
| Griechenland (IFPI)          | 2× Platin                                                              | 40.000      |
| Irland (IRMA)                | 4× Platin                                                              | 60.000      |
| Italien (FIMI)               | 4× Platin                                                              | 320.000     |
| Japan (RIAJ)                 | 2× Platin                                                              | 500.000     |
| Kanada (MC)                  | 5× Platin                                                              | 500.000     |
| Mexiko (AMPROFON)            | Platin                                                                 | 100.000     |
| Neuseeland (RMNZ)            | Platin                                                                 | 15.000      |
| Niederlande (NVPI)           | Platin                                                                 | 90.000      |
| Polen (ZPAV)                 | Platin                                                                 | 20.000      |
| Portugal (AFP)               | 2× Platin                                                              | 40.000      |
| Russland (NFPF)              | 5× Platin                                                              | 100.000     |
| Schweden (IFPI)              | 2× Platin                                                              | 120.000     |
| Schweiz (IFPI)               | 3× Platin                                                              | 150.000     |
| Spanien (Promusicae)         | 2× Platin                                                              | 200.000     |
| Tschechien (IFPI)            | Gold                                                                   | 5.000       |
| Ungarn (MAHASZ)              | 2× Platin                                                              | 12.000      |
| Vereinigte Staaten (RIAA)    | Platin                                                                 | 1.734.000   |
| Vereinigtes Königreich (BPI) | 4× Platin                                                              | 1.360.000   |
| Insgesamt                    | 3× Gold · 63× Platin · 1× Diamant ·                                    | 7.130.588   |

Hauptartikel: Madonna (Künstlerin)/Auszeichnungen für Musikverkäufe